# Alfred-Philibert Aldrophe
Alfred-Philibert Aldrophe (* 1834; † 1895) war ein jüdischer Architekt, der bei der Stadt Paris angestellt war und für das Consistoire Paris Synagogen und andere Bauwerke entwarf.

## Anfang
Zunächst arbeitete Aldrophe als Architekt der Stadt Paris für die Weltausstellungen von 1855 und 1867. Für das Consistoire de Paris entwarf er die Pläne für die Synagoge der Rue de la Victoire (9. Arrondissement), die 1867 begonnen und 1874 eingeweiht wurde. Man bezeichnet den Stil als neobyzantinischen Stil. Im Jahr 1886 baute er die Synagoge in Versailles im neoromanischen Stil, ebenfalls in Europa eine Stilrichtung in der Synagogenarchitektur.

## Aufträge von Gustave de Rothschild
Aldrophe wurde der bevorzugte Architekt von Gustave de Rothschild, für den er in den Jahren 1873 bis 1883 das Hôtel de Marigny in der 23, Avenue de Marigny, heute ein  Nebengebäude des Elysée-Palastes, baute. Ebenso baute Aldrophe für Gustave de Rothschild ab 1880 das Château des Hayes in Saint-Maximin in der Nähe von Chantilly (Département Oise). In Paris errichtete er die Schule Gustave de Rothschild in der Rue Claude Bernard im 5. Arrondissement.

## Späte Arbeiten
- 1873 errichtete er das Hôtel Thiers am  Place Saint-Georges in Paris (9. Arrondissement), das heute die Fondation Dosne-Thiers des Institut de France beherbergt. Die Fassade, die mit einer Balustrade abschließt, ist vom Stil Louis XVI inspiriert, die um 1870 in Mode war.
- 1894 entwarf er ein elegantes Hôtel particulier, geschmückt von ionischen Säulen, für Alphonse Falco in der  39, avenue Henri-Martin in Paris (16. Arrondissement).

## Bauwerke (Auswahl)

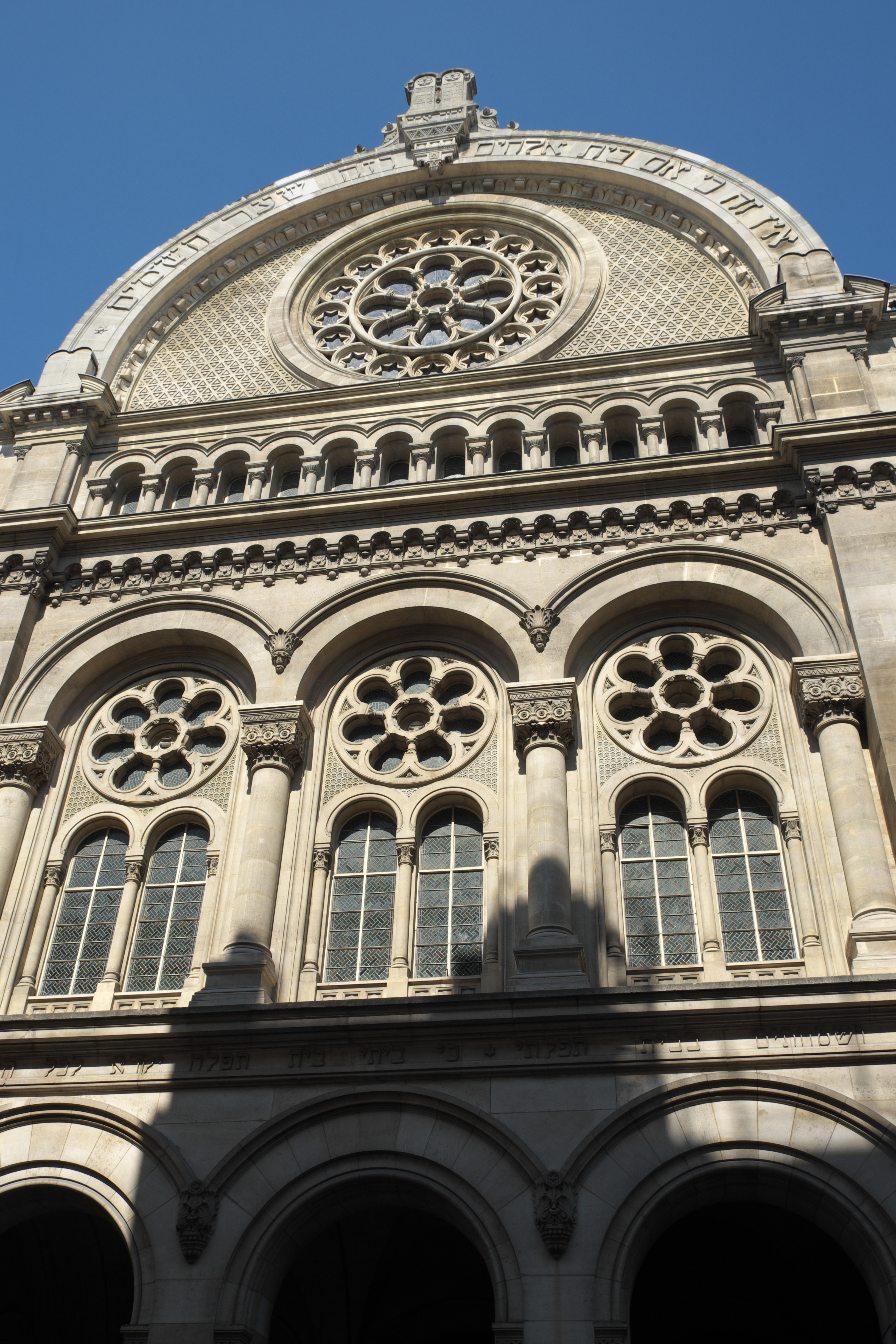
Synagoge in der Rue de la Victoire in Paris

- Orphelinat Rothschild: 20, rue Lamblardie in Paris (12. Arrondissement), ein 1874 erbautes Waisenhaus
- Synagoge: 44, rue de la Victoire in Paris (9. Arrondissement), 1867 bis 1874 erbaut
- Synagoge in Versailles, 1886 erbaut
- Hôtel de Marigny: 23, avenue de Marigny (8. Arrondissement)
- Château des Hayes, 1880 erbaut
- Fondation Dosne-Thier: Place Saint-Georges in Paris (9. Arrondissement)
- Hôtel particulier: 9, avenue Henri-Martin in Paris (16. Arrondissement)